# Vikatmaa
Vikatmaa är en ö i Finland.   Den ligger i kommunen Gustavs i den ekonomiska regionen Nystadsregionen och landskapet Egentliga Finland, i den sydvästra delen av landet, 200 km väster om huvudstaden Helsingfors. Arean är 2,5 kvadratkilometer.
Terrängen på Vikatmaa är mycket platt. Öns högsta punkt är 31 meter över havet. Den sträcker sig 3,0 kilometer i nord-sydlig riktning, och 2,2 kilometer i öst-västlig riktning.  I omgivningarna runt Vikatmaa växer i huvudsak barrskog.